# گوستاو کیرشهف
گوستاو روبِرت کیرشهُف (به آلمانی: Gustav Robert Kirchhoff) ‏ (۱۸۲۴–۱۸۸۷) فیزیکدان معروف آلمانی است که در حوزه‌های مدارهای الکتریکی، طیف‌سنجی و تابش سیاه از اشیاء گرم شده دستاوردهایی بنیادین داشت. او واژه «تابش سیاه» را در سال ۱۸۶۲ مصطلح کرد. «قوانین کیرشهف» به اسم او نامگذاری شده‌است و جایزه بونزن–کیرشهف برای طیف‌سنجی به نام او و همکارش، روبرت بونزن، نامگذاری شده‌است.

## زندگی
گوستاو رابرت کیرشهف در ۱۸ مارس سال ۱۸۲۴ میلادی در کونیگزبرگ، پروس شرقی به دنیا آمد، نام این شهر پس از جنگ جهانی دوم به کالینینگراد تغییر کرد و بخشی از خاک کشور روسیه شد. او در ۱۷ اکتبر سال ۱۸۸۷ میلادی در برلین از دنیا رفت.

## پژوهشها

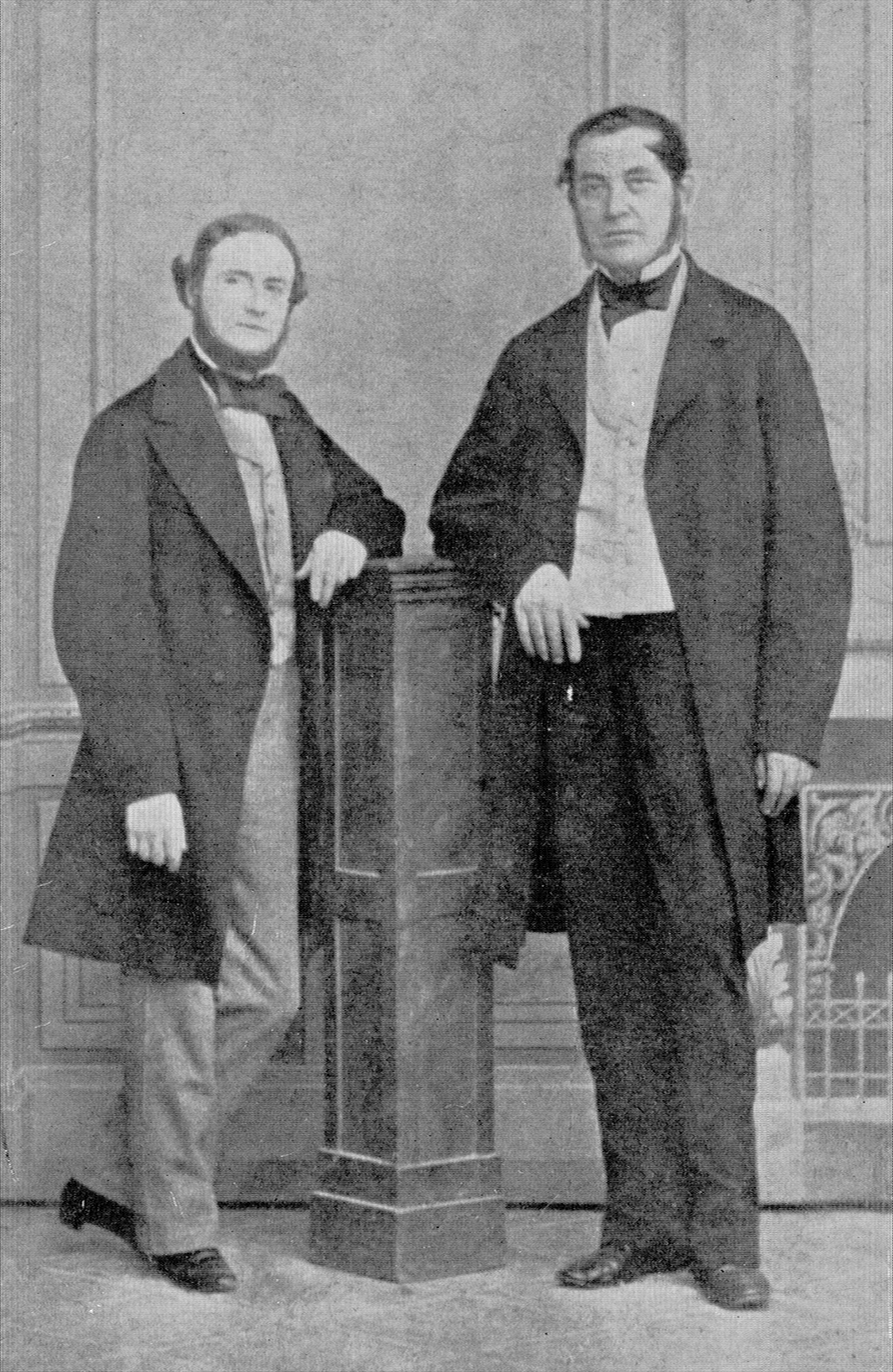
رابرت بونسن سمت راست و گوستاو رابرت کیرشهف در سمت چپ

کیرشهف با تجزیه رنگین کمان و کمک به کشف عناصر سزیوم و روبیدیوم خدمت بزرگی به دانش کرده‌است. وی
قوانین کیرشهف را در سال ۱۸۴۵ معرفی کرد که در مورد جریانهای الکتریکی و نیروهای مولد در مدارها کاربرد دارد.
وی پژوهش‌های زیادی نیز در مورد طیف‌های مختلف و خاصیت انتقال حرارت اجسام داشته‌است.
همچنین او نخستین کسی بود که رفتار ریاضی درختها را در ارتباط با تحقیقاتش روی مدارهای الکتریکی تحلیل نمود.